# Eryngium pristis
Eryngium pristis là một loài thực vật có hoa trong họ Hoa tán. Loài này được Cham. & Schltdl. mô tả khoa học đầu tiên năm 1826.